# 鹿島重好
鹿島 重好（かしま しげよし、天保元年（1830年） - 明治25年（1892年））は、日本の商人、政治家。島根県会議員。米子町年寄。

## 経歴
米子に下鹿島家2代重意の四男として生まれ、嘉永7年（1854年）分家して岩倉町に住み“岩鹿”と称された。家業は質屋で醤油・砂糖・荒物も商った。
安政7年（1860年）2月米子為替座御用を務め、文久2年（1862年）には藍座にも関与、慶応元年（1865年）2月町年寄仮役に任ぜられ、以後町年寄として働き、明治2年（1869年）4月荒尾氏の自分手政治廃止後も町年寄役を命ぜられた。
明治5年（1872年）1月第83・84区の仮戸長となり、明治7年（1874年）東倉吉町戸長となった。明治10年（1877年）10月島根県初の県会議員に選出された。この間米子勧業社の設立にもかかわった。

## 人物像
重好は文人としても優れ、その歌は『鰒玉集』、『稲葉和歌集』にも採られている。重好が記録した町年寄『御用日記』は、幕末・明治初年の米子に関する根本史料として価値は極めて高い。

## 関連
- 鹿島家 (米子の豪商)